# Derek Trucks
Derek Trucks (Jacksonville, Flórida, 8 de junho de 1979) é um guitarrista e compositor norte-americano. Tornou-se membro oficial da The Allman Brothers Band em 1999. É sobrinho do baterista Butch Trucks. Foi eleito o 16° maior guitarrista de todos os tempos pela revista norte-americana Rolling Stone.
No The Allman Brothers ele participou das gravações dos álbuns: Band Peakin' at the Beacon (2000), Hittin' the Note (2003) e One Way Out (2004).
Hoje ele faz turnês com a banda Tedeschi Trucks Band, cujo trabalho tem três álbuns; Revelator (2011),  Everybody`s Talkin´(2012), Made Up Mind (2013).

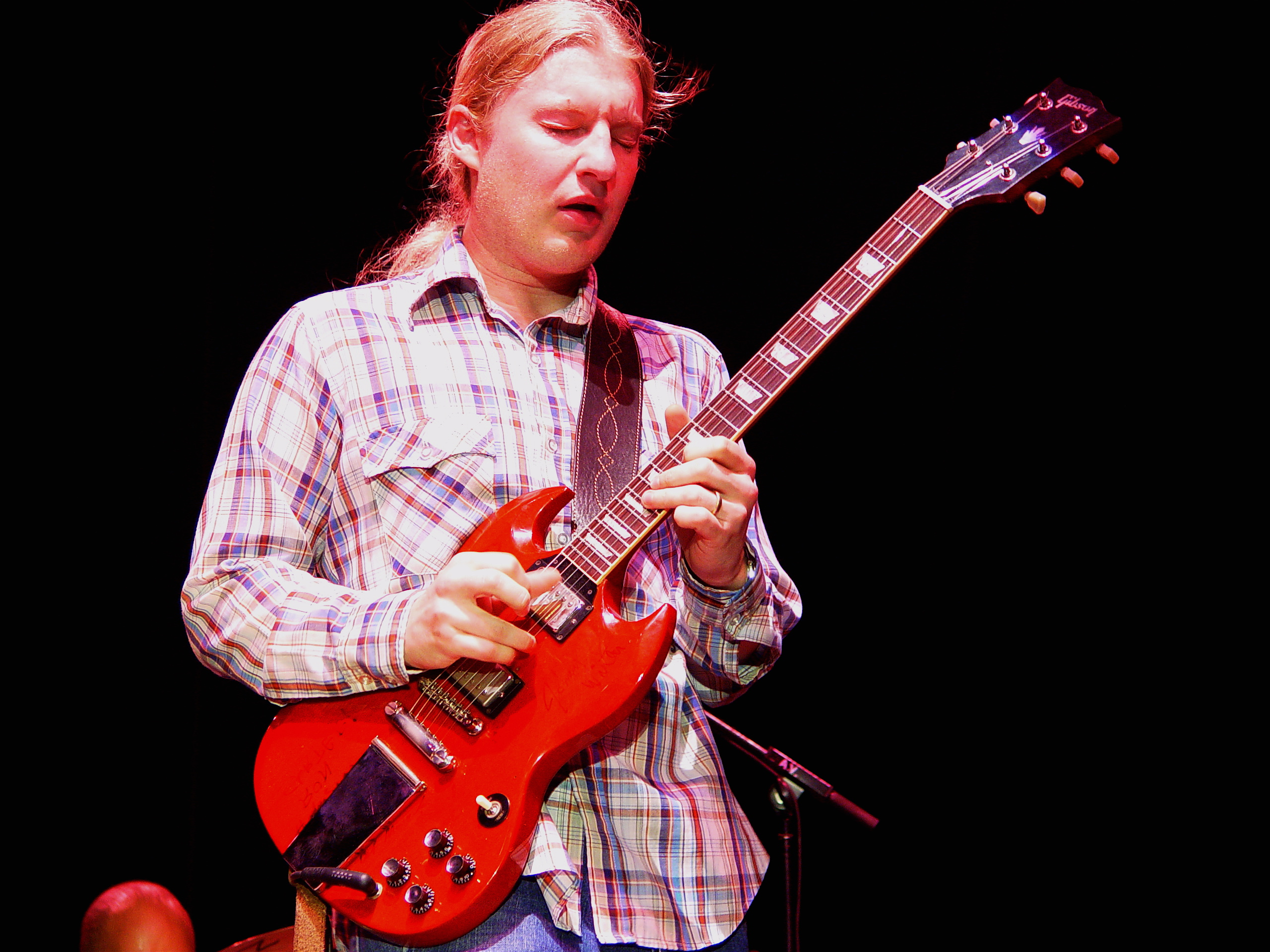
2000

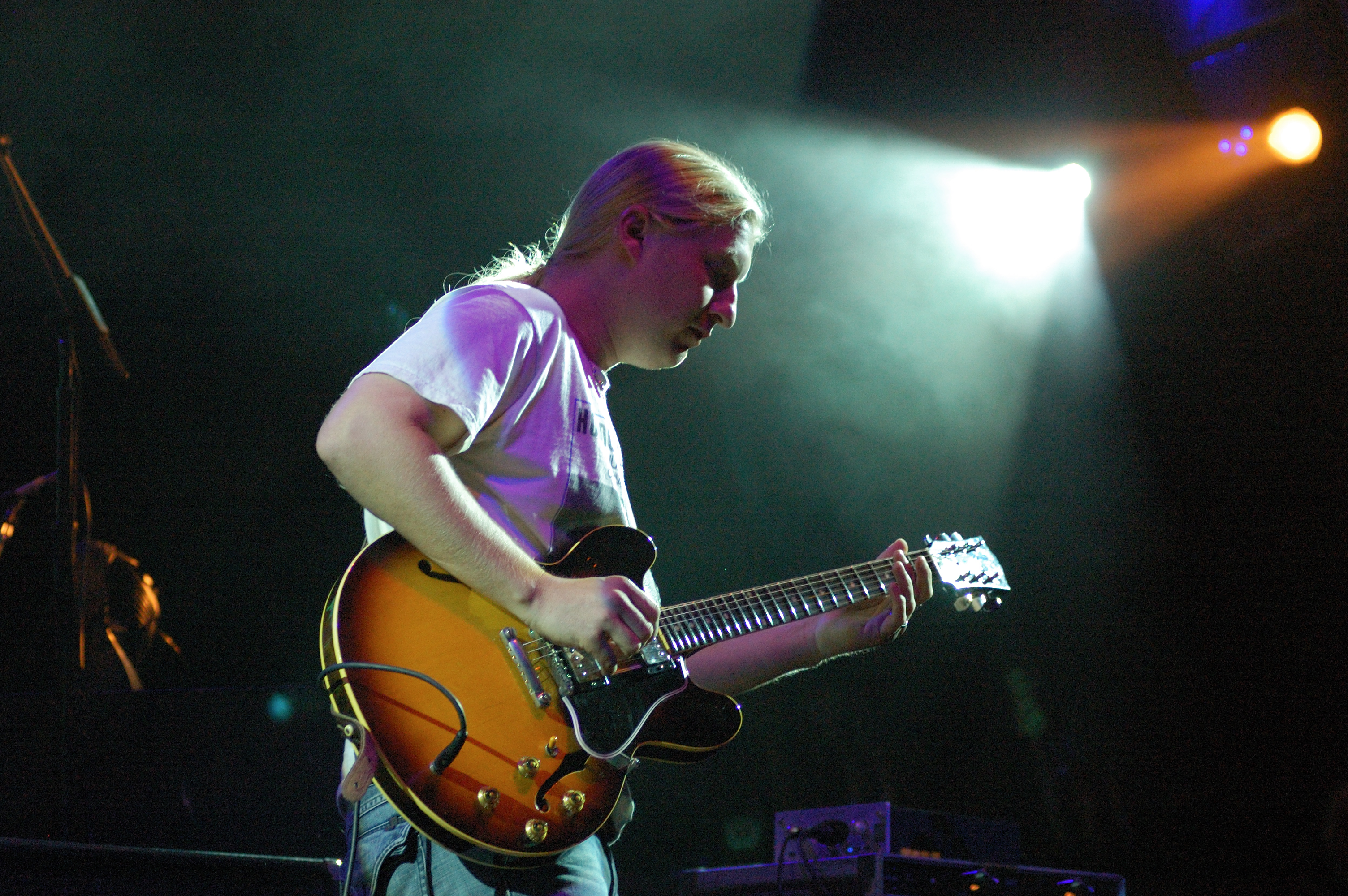
226

## Discografia
- The Derek Trucks Band (7 de outubro de 1997)
- Out Of The Madness (20 de outubro 1998)
- Joyful Noise (2 de setembro de 2002)
- Soul Serenade (5 de agosto de 2003)
- Live At Georgia Theatre (23 de outubro de 2003)
- Songlines (21 de fevereiro de 2006)
- Songlines Live (DVD) (6 de abril de 2006)
- Already Free (13 de janeiro de 2009)
- Roadsongs (21 de junho de 2010)